# 美国生物武器计划
根据美国总统富兰克林·德拉诺·罗斯福的命令，美国生物武器计划于1943年春天正式啟動。随着美国积累了大量生物制剂和武器，研究在二战后继续进行。在該計劃27年的历史中，美國通過该计划将以下七种生物制剂武器化并进行储存，并对更多的生物制剂进行研究：
- 炭疽桿菌（炭疽病）
- 土拉弗朗西斯菌（兔熱病）
- 布鲁氏菌属（布魯氏菌病）
- 考柏室體（英语：Coxiella burnetii）（Q型流感）
- 委内瑞拉马脑炎病毒
- 肉毒桿菌毒素（肉毒桿菌中毒）
- 葡萄球菌肠毒素B（英语：Enterotoxin type B）

纵观其历史，美国當局是在外界不知情的情況下秘密進行生物武器计划。后来人們发现，美國在很多地方開設了生化实验室並且進行相關實驗。美国的官方政策則是美军不首先使用生化武器，其次是美國將生化武器用於自衛。
1969年，美國總統理查德·尼克松宣佈美國不再研究任何具有進攻性的生化武器。1975年，美国批准了1925年通過的日內瓦議定書和1972年通過的禁止生物武器公約。然而美国後來又開展了美国生物防御计划。這引起了人们的担忧，有人認為美国可能正在进行不被联合国允許的研究。